# آندری کووالنکو (واترپلو)
آندری کووالنکو (انگلیسی: Andrei Kovalenko؛ زادهٔ ۶ november ۱۹۷۰ (۵۴ سال)) ورزشکار واترپلو اهل اوکراین است.
وی در مسابقات کشوری و بین‌المللی در مجموع برندهٔ ۱ مدال برنز شده‌است.

## حرفه
وی همچنین از بازیکنان واترپلو بازی‌های المپیک تابستانی ۱۹۹۲ تا ۲۰۰۰ بوده‌است.